# Christian Heinrich von Wöhrmann (Politiker)
Christian Heinrich von Wöhrmann, ab 1852: Freiherr von Wöhrmann (* 4. Oktober 1810 in Riga; † 19. Juni 1870 in Dresden) war ein sächsischer Rittergutsbesitzer und Mitglied des Sächsischen Landtags.

## Leben

### Herkunft und Familie
Wöhrmann stammte aus der Lübecker und deutschbaltischen Kaufmannsfamilie Wöhrmann, die im 18. und frühen 19. Jahrhundert im Ostseehandel zu Wohlstand gekommen war.
1845 heiratete er Dorothea Wilhemine Virginie, die 1825 in Riga geborene Tochter von Johann Christoph Wöhrmann und Schwester seines gleichnamigen Cousins Christian Heinrich von Wöhrmann.
Sein gleichnamiger Sohn Christian Heinrich von Wöhrmann (* 1849) heiratete 1875 Alexandra Wassiljewna Schukowskaja (1842–1912), die Tochter von Wassili Andrejewitsch Schukowski, die aus einer Beziehung zu Großfürst Alexei Alexandrowitsch Romanow einen 1871 geborenen Sohn hatte.

### Werdegang
Er besuchte eine Privatschule und das Gymnasium in Dresden. Von 1829 bis 1832 studierte er Jura an der Kaiserlichen Universität Dorpat. Hier wurde er in der Baltischen Corporation Livonia Dorpat aktiv. Eine kurze Zeit war er als Beamter in der Kanzlei des Zivilgouverneurs in Riga tätig, schied dann aber aus dem Staatsdienst aus und ging nach Sachsen.
In Sachsen erwarb er die Rittergüter Wendischbora und Simselwitz. Am 8. Oktober 1852 wurde er vom Herzog zu Sachsen-Coburg und Gotha in den Freiherrnstand erhoben und erhielt hierfür am 5. Januar 1853 die königlich-sächsische Anerkennung. Als Vertreter der Rittergutsbesitzer des Meißnischen Kreises war Wöhrmann von 1857 bis 1862 Abgeordneter der II. Kammer des Sächsischen Landtags. Er war Mitglied des Königlich Sächsischen Vereins für Erforschung und Erhaltung vaterländischer Altertümer.